# Selsfors kraftstation
Selsfors kraftstation är en vattenkraftstation i Skellefteälven som ägs av Skellefteå Kraft. Den hade effekten 65 kW och producerade 265 GWh 2007.

## Historik
Skellefteå stad beslöt att bygga dammen den 7 april 1937. Bygget startade i mars 1939 och var färdigt 1941. Byggchef var Olle Gimstedt. Turbinen kom från Kamewa, de elektriska installationerna från Asea och bygget utfördes av Bäckström och Strömberg i Umeå. Dammen blev 21 meter hög och 200 meter bred.
När den skulle fyllas för första gången, brast dammen den 12 november 1943. Vatten hade sipprat in och efter mindre än sex timmar hade tillräckligt med material förts bort genom bakåtgripande erosion. Ingen människa kom till skada och dammen återuppbyggdes nästa år. Den totala kostnaden blev 13,7 miljoner kronor.
Ett aggregat (turbin och generator) renoverades under 2023 för att öka kapaciteten.